# 雷格拉

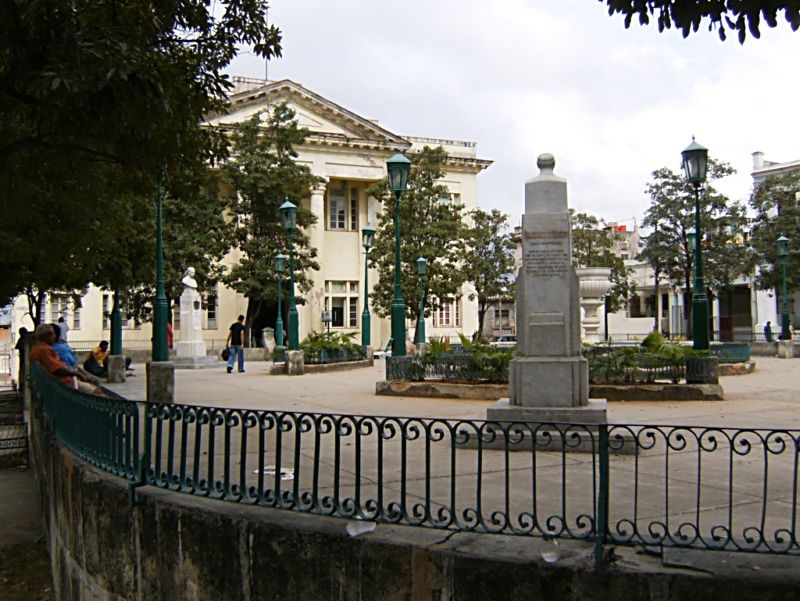

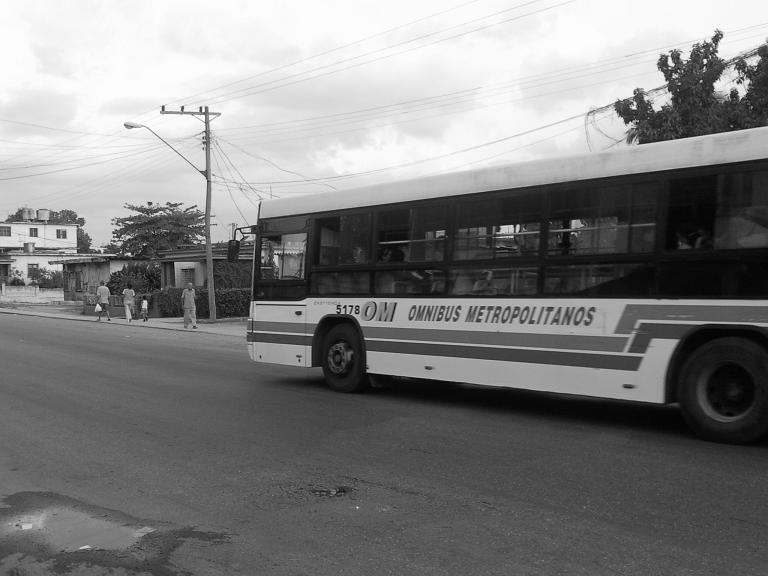

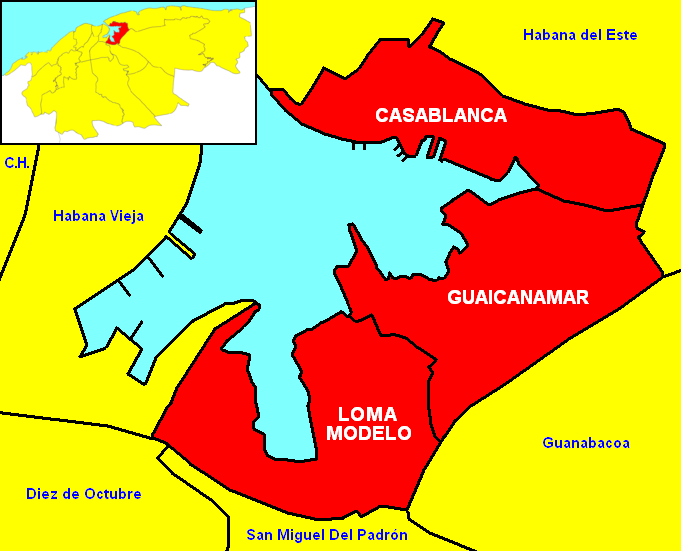

雷格拉是古巴首都哈瓦那的一个区，面積9.2平方公里，是哈瓦那工業中心区，2004年人口44,431，人口密度為每平方公里4,937人。

## 外部連結
- Unofficial Regla Sister City Web Site